# Кунев, Иван Павлович
Иван Павлович Кунев (укр. Іван Павлович Куньов; 1 ноября 1935, Гавриловка, Куйбышевский край, СССР — 14 августа 2000, Киев, Украина) — советский и украинский военный, учитель, хозяйственный работник и политик. Народный депутат Верховной рады Украины XIV (III) созыва (1998—2000). Первый глава Партии пенсионеров Украины.

## Биография
Иван Кунев родился 1 ноября 1935 года в селе Гавриловка Куйбышевского края в семье Петра Михайловича (1912—1961) и Дарьи Ивановны (1915—1988). По национальности был русским. Начиная с 1955 года служил в Вооружённых силах СССР. Одновременно со службой, в 1958 году окончил Саратовское танковое училище, по специальности «ремонт и эксплуатация бронетанковой техники, тракторов и автомобилей». В 1964 году поступил в Мордовский государственный университет, окончив который спустя пять лет получил специальность «учитель истории и обществоведения».
Уволился из вооружённых сил в 1981 году в звании подполковника. Награждён одиннадцатью медалями. После отставки работал в Киеве. Около года возглавлял Дом культуры им. Луначарского, а затем до 1985 года был заведующим отделом в городском парке имени М. В. Фрунзе. В 1987/1988 учебном году работал по своей второй специальности в школе-восьмилетке № 9 в посёлке Затока (Одесская область, Украинская ССР). В 1989 году стал заведующим по хозяйственной части в поликлинике № 4 Минского района города Киева, а затем был переведён на должность инженера в этом же учреждении, на которой работал вплоть до 1998 года.
На протяжении трёх лет, начиная с 1989 года входил состав комитета организации «Справедливость». В 1997 Кунев возглавил оргбюро Партии пенсионеров Украины, которая в тот момент находилась в процессе создания. В декабре того же года он был зарегистрирован ЦИК Украины как кандидат в народные депутаты Верховной рады Украины на парламентских выборах 1998 года по многомандатному общегосударственному избирательному округу от Прогрессивной социалистической партии Украины, в списке которой занял 15-е место. По итогам выборов, которые состоялись 29 марта 1998 года Кунев был избран народным депутатом Верховной рады Украины XIV (с 2000 года — III) созыва.

Могила И. П. Кунева на Лесном кладбище

Его депутатская каденция началась 12 мая 1998 года, тогда же он вошёл во фракцию Прогрессивной социалистической партии Украины. 15 июля состоялось распределение народных депутатов Верховной рады по комитетам, Кунев стал заместителем председателя комитета по делам пенсионеров, ветеранов и инвалидов. В марте 1999 года он вышел из парламентской фракции ПСПУ, и в следующем месяце вступил во фракцию «Батькивщина». Одновременно с этим он продолжал свою деятельность в Партии пенсионеров Украины. 27 марта 1999 года состоялся учредительный съезд этой политсилы, на котором Кунев был избран её лидером.
Иван Кунев умер неожиданно, 14 августа 2000 года. Для организации его похорон была создана специальная комиссия. Был похоронен на Лесном кладбище Киева. 5 сентября его депутатские полномочия были прекращены. Спустя год после его смерти Кабинет министров Украины во главе с премьером Анатолием Кинахом распорядился выделить 5 000 гривен для сооружения надгробия на могиле бывшего депутата.

## Семья
Был женат на Параскеве Феодосеевне (1933—?). Имел двух детей — сына Владимира (род. 1958) и дочь Людмилу (род. 1963). Сын пошёл по стопам отца, стал военным, ушёл в запас в звании капитана, затем был помощником-консультантом народного депутата Украины; дочь стала технологом изделий из кожи.